# جزیره بلک (مجمع‌الجزایر راس)
جزیره بلک (انگلیسی: Black Island) در مجمع‌الجزایر راس بلافاصله در غرب جزیره وایت قرار گرفته و به دلیل کمبود برف در این جزیره به نام بلک (سیاه) نام‌گذاری شده است.
جزیره بلک دارای منشأ آتشفشانی بوده و از مجموعه‌ای از گنبدهای گدازه زبره‌سنگی و مخروط‌های آتشفشانی بازالتی تشکیل شده‌است. سن‌سنجی سنگ‌های آتشفشانی جزیره بلک به روش پتاسیم و آرگون، سن آن را ۱٫۶۹ تا ۳٫۸ میلیون سال نشان داده‌است.